# Велвес Сантос Дамацена
Велвес Сантос Дамацена або просто Баяно (порт.-браз. Welves Santos Damacena, нар. 24 листопада 2000, Посойнс, Баїя, Бразилія) — бразильський футболіст, правий вінгер клубу «Львів».

## Життєпис
Народився 24 листопада 2000 року в місті Посойнс, штат Баїя. у 2019 році виїхав до Словаччини, де приєднався до місцевого «Локомотива». Дебютував закошицький клуб 26 березня 2019 року в програному (1:2) виїзному поєдинку 18-о туру Другої ліги проти «Дукли». Велвес вийшов на поле в стартовому складі, а на 64-й хвилині його замінив Роберт Яно. Єдиним голом за «Локомотив» відзначився 24 квітня 2019 року на 86-й хвилині (реалізував пенальті) переможного (3:0) виїзного поєдинку 25-о туру Другої ліги проти «Шаморина». Дамацена вийшов на поле на 84-й хвилині, замінивши Любомира Іванка-Мацея. У складі кошицького клубу зіграв 6 матчів у словацькій першості (1 гол).
23 липня 2019 року перейшов до ФК «Львів», підписавши з клубом 5-річний контракт.